# 天野香乃愛

天野 香乃愛（あまの このあ、2007年1月21日 - ）は、日本のアイドル、声優。指原莉乃プロデュースの女性アイドルグループ・≒JOYのメンバーである。埼玉県出身。 愛称は、このたん。代々木アニメーション学院所属。

## 略歴
2022年
- 1月30日、=LOVE、≠MEの姉妹グループオーディションの最終審査に合格[2]。
- 3月29日、≒JOYのお披露目会見が行われ、≒JOYのメンバーとして正式に発表された[3]。

2023年
- 1月20日、天野の初センター曲となる「スイートシックスティーン」がYouTubeで公開される[4][5]。

2024年
- 6月8日、自身２曲目のセンター曲となる、「夢見る♡アイドル」がYouTubeで公開される[6][7][8]。
- 6月12日、個人Instagramを開設[9]。

2025年
- 1月8日、「生誕祭イベント~supported by IKONOIJOY Puzzle~」1月開催「天野 香乃愛 生誕祭」が都内某所で開催された。[10]
- 5月18日、個人TikTokを開設[11]。
- 6月9日、天野香乃愛、山野愛月による自身初のユニット曲、「0120お助け屋さん」が公開される[12]。

## 人物
- 愛称は、このたん[1]。≒JOYの最年少。
- アイドルを目指したきっかけは、歌番組などでアイドルが出ているときに、すごくキラキラしていて、つらいときいつも元気をもらっていた。私もそんな存在になりたいと思ったから。憧れは、≠MEの本田珠由記[13]。
- 特技は、長く寝られること、テナーサックス[14]。
- 性格は、冷静だけどあわてんぼう、めんどくさがり屋[14]。
- 好きな体育の競技は、なわとび[14]。
- 姉と弟がいる。
- 好きな食べ物は、枝豆と和菓子[15]。
- パーソナルカラーは、1stイエベ秋、2ndイエベ春。骨格3タイプストレート[16]。
- ペンライトカラーは、薄紫と黄色[17]。

## 出演

### テレビ番組
- ゲームズ・ボンド (テレビ朝日)
  - 第16弾 (2024年3月31日[18])- 小澤愛実と共に[19][20]
- 超無敵クラス（日本テレビ）

| 放送回 | 出演日         | タイトル |
| ------ | -------------- | --- |
| #144   | 2024年9月29日  | 超無敵！ラストチャンス、新企画・超無敵！推しの先輩                                                                   |
| #145   | 2024年10月6日  | 友達と切れば怖くない！超無敵！みんなでイメチェン！、約束のフリースロー                                               |
| #148   | 2024年11月3日  | 放課後は別の顔〜世界を目指す巨大魚ハンター〜                                                                         |
| #149   | 2024年11月10日 | 超無敵！放課後屋上で待ってます第2弾！、超無敵！放課後は別の顔                                                        |
| #152   | 2024年12月1日  | 友達と切れば怖くない！超無敵！みんなでイメチェン！、放課後は別の顔！北海道高校生ファーマー第4弾                      |
| #153   | 2024年12月8日  | 放課後は別の顔〜世界の鉱物コレクター〜、超無敵！定点食堂                                                             |
| #154   | 2024年12月15日 | 山で生き物の楽園を作る大山璃莉さん 第5弾、約束のフリースロー、超無敵オファー 映画「聖☆おにいさん」の神動画をつくれ！ |
| #155   | 2024年12月22日 | 超無敵！放課後屋上で待ってます 第4弾！／超無敵！クラス全員チャレンジ！                                               |
| #156   | 2024年12月29日 | 超無敵 チャリ通ジャーニー、超無敵オファー 韓国コスメ開発第2弾 続報                                                   |
| #157   | 2025年1月12日  | 放課後は別の顔！北海道高校生ファーマー第5弾、放課後は別の顔！最強アームレスリング女子高生・北條葵さん                |
| #158   | 2025年1月19日  | 高校生モデル・翔が人生をかけて挑む！巨大カジキ釣りへの道、超無敵！クラス全員チャレンジ！                             |
| #159   | 2025年1月26日  | 超無敵！ラストチャンス、オトナのみなさん、ちょっとお時間いいですか？ (天野街頭インタビュー回）                       |
| #160   | 2025年2月2日   | せいるの福男になる！約束のフリースロー、約束のフリースロー                                                           |
| #161   | 2025年2月9日   | 超無敵 チャリ通ジャーニー、鉄道最強トリオ 秋田ローカル路線旅                                                         |
| #163   | 2025年2月23日  | 友達と切れば怖くない！超無敵！みんなでイメチェン！、超無敵！新人俳優発掘オーディション密着                           |
| #165   | 2025年3月9日   | ノーリアクションチャレンジ 第5弾、超無敵！初めての2ショットプリ                                                      |
| #166   | 2025年3月23日  | 超無敵 チャリ通ジャーニー、鉄道最強トリオ 秋田ローカル路線旅                                                         |

### ネット配信
- 生のアイドルが好き (ニコニコ生放送)
  - 2023年10月21日[38]

- ＝LOVE 山本杏奈の「教えて、花便り」 (SHOWROOM）
  - 2023年11月2日[39]
  - 2024年12月12日[40]

### 舞台
- ≒JOY☆FAIRY LIVE STAGE『ミルモでポン!』（2023年6月14日[41] - 18日、品川プリンスホテル クラブeX） - ミルモ役[42][43][44][45][46]

### ラジオ
- 「J3 Tuesday～Midnight IQ (idol quest)～」 (FM大阪 )
  - 2022年8月2日[47]- 大信田美月と共に

- 「Rhythm Stationレコメンド！」 (FM山形)
  - 2022年8月4日[48]- 大信田美月と共に

- 「1スタは！？ 夜もZawaZawa」 (ぎふチャン)
  - 2022年10月4日[49]- 江角怜音と共に

- 「MUSIClock with THE FIRST TIMES」 (interfm)
  - 2023年2月23日[50]- 市原愛弓と共に

- 「ラジオiNEWS」(ラジオNIKKEI)
  - 2023年3月30日[51]- 市原愛弓と共に

- 「E∞Tracks Selection～FRUITS ZIPPERのラジオアップデート！」 (FM大阪)
  - 2024年11月6日[52]- 江角怜音、小澤愛実、髙橋舞、藤沢莉子、山野愛月と共に

- 「DAYDREAM MAGIC」(FM AICHI)
  - 2025年6月26日[53]- 江角怜音と共に

- 「推シマシ」(CBCラジオ)
  - 2025年6月26日[54]- 江角怜音と共に

- 「沢井里奈のさわやか#さわーたいむ」(FM AICHI)
  - 2025年7月5日[55]- 江角怜音と共に

- 「KORE-SUKI!RADIO」(TOKAI RADIO)
  - 2025年7月5日[56]- 江角怜音と共に

- 「Neue Musik」(ZIP-FM)
  - 2025年7月3日[57]- 江角怜音と共に

- 「Cool-Xのクロスしようぜ！」(メ～テレ)
  - 2025年7月25日[58]- 江角怜音と共に

- 「あんななのなななっ！」(CBCラジオ)
  - 2025年7月27日[59]- 江角怜音と共に

### イベント
- 『Coca-Cola STAGE:0 2024』全国大会グランドファイナル Day3（2024年8月12日[60]、六本木グランドタワー1F駅前広場）- フォートナイト ゼロビルド部門に大信田美月、小澤愛実と共に

### WEB掲載
- Street Girls Snap
  - 2022年10月11日[61]- 逢田珠里依、大西葵、髙橋舞、福山萌叶、村山結香と共に [62]

- TV LIFE Web
  - 2022年10月11日[63]- 市原愛弓、村山結香、山野愛月と共に [64]
  - 2023年8月18日[65]- 大信田美月、小澤愛実、藤沢莉子、山田杏佳と共に[66]

- MUSIC VOICE
  - 2023年5月8日[67]- 市原愛弓、村山結香、山野愛月と共に [68]

- Qetic
  - 2023年5月9日[69]- 市原愛弓、村山結香、山野愛月と共に [70]

- 楽天チケット
  - 2023年6月14日[71]- 市原愛弓、江角怜音、村山結香と共に [72]

- ナタリー 
  - 2023年7月21日[73]- 逢田珠里依、市原愛弓、江角怜音、小澤愛実、山田杏佳と共に[74]

- VANITY MIX 
  - 2023年8月17日[75]- 逢田珠里依、大信田美月、髙橋舞と共に[76]
  - 2024年6月12日[77]- 髙橋舞、藤沢莉子と共に[78]
  - 2025年6月11日[79]- 市原愛弓、大西葵、髙橋舞、藤沢莉子、村山結香と共に[80]

- Highway Walker web連載「≒JOY（ニアジョイ）どらい部」
  - 第6回（2024年5月22日[81]）- 大西葵と共に[82]
  - 第12回（2024年11月20日[83]）- 小澤愛実と共に[84]
  - 第18回（2024年11月20日[85]）- 江角怜音と共に[86]

- ENCOUNT
  - 2024年6月18日[87]- 髙橋舞、藤沢莉子、山田杏佳、山野愛月と共に[88][89]

- STREAM
  - 2025年6月12日[90]- 市原愛弓、大西葵、髙橋舞、藤沢莉子、村山結香と共に[91]

## モデル活動

### モデル
- Ank Rouge 
  - 2022 AW Collection vol.3【Movie theater】（2022年9月16日） - 市原愛弓、山田杏佳と共に[92]

- Honey Cinnamon
  - 2024 Spring Collection（2024年） - 山野愛月と共に[93]
  - 2025 Autumn Collection（2025年） - 山野愛月と共に[94]

## 書籍

### 雑誌
- BOMB (ワン・パブリッシング）
  - 2022年10月号（2022年9月9日[95])- 市原愛弓、江角怜音、小澤愛実、山野愛月と共に[96]

- 週刊少年チャンピオン(秋田書店)
  - 22+23号（2023年4月27日[97]） - 市原愛弓、小澤愛実、村山結香と共に

- 月刊ENTAME（徳間書店）
  - 9,10月合併号（2023年7月28日[98]）- 市原愛弓、江角怜音、村山結香、山野愛月と共に[99]
  - 6,7月合併号（2024年4月30日[100]） - 小澤愛実、髙橋舞と共に[101]

- BIG ONE GIRLS (近代映画社)
  - 11月号（2022年9月30日[102]） - 江角怜音、山野愛月と共に[103]
  - 7月号（2023年5月31日[104]） - 村山結香と共に[105]

- BUBKA 2022年11月号（2022年9月30日[106]、白夜書房）[107]

- Top Yell NEO（竹書房）
  - 2022~2023（2022年12月28日[108]） - 村山結香と共に[109]
  - 2023 SPRING（2023年3月31日）[110][111]

- BRODY 2023年4月号（2023年2月22日[112]、白夜書房）[113]

- Platinum FLASH Vol.22（2023年4月27日[114]、光文社） - 山野愛月と共に裏表紙に登場[115][116]

- S Cawaii! 特別編集「推しFes. 2023 天才的なアイドルSummer」（2023年8月31日[117]、イマジカインフォス） - 市原愛弓、江角怜音と共に[118]

- B.L.T.（東京ニュース通信社）
  - 2024年9月号（2024年7月26日[119]）[120]
  - SUMMER CANDY 2024（2024年7月29日[121]）[122][123]
  - graduation2025中学・高校卒業（2025年3月31日[124])- 山野愛月と共に[125]
  - 2025年5月号（2025年3月28日[126])- 山野愛月と共に[127]

- blt graph. （東京ニュース通信社）
  - vol.104（2024年7月31日[128]）[129]

- アップトゥボーイ (ワニブックス)
  - Vol.340 (2024年6月21日[130]) -市原愛弓、村山結香、山田杏佳と共に[131]

### フリーペーパー
- 7ぴあ 
  - 2023年3月号（2023年3月1日[132])